# Eros (Luisiana)
Eros es un pueblo ubicado en la parroquia de Jackson en el estado estadounidense de Luisiana. En el Censo de 2010 tenía una población de 155 habitantes y una densidad poblacional de 60,09 personas por km².

## Geografía
Eros se encuentra ubicado en las coordenadas 32°23′33″N 92°25′26″O / 32.39250, -92.42389. Según la Oficina del Censo de los Estados Unidos, Eros tiene una superficie total de 2.58 km², de la cual 2.58 km² corresponden a tierra firme y (0%) 0 km² es agua.

## Demografía
Según el censo de 2010, había 155 personas residiendo en Eros. La densidad de población era de 60,09 hab./km². De los 155 habitantes, Eros estaba compuesto por el 85.81% blancos, el 10.97% eran afroamericanos, el 2.58% eran amerindios, el 0% eran asiáticos, el 0% eran isleños del Pacífico, el 0% eran de otras razas y el 0.65% pertenecían a dos o más razas. Del total de la población el 1.29% eran hispanos o latinos de cualquier raza.